# Thomisus granulifrons
Thomisus granulifrons är en spindelart som beskrevs av Simon 1906. Thomisus granulifrons ingår i släktet Thomisus och familjen krabbspindlar. Inga underarter finns listade i Catalogue of Life.